# Max Born
Max Born (Breslavia, 11 dicembre 1882 – Gottinga, 5 gennaio 1970) è stato un fisico tedesco naturalizzato britannico, premio Nobel per la fisica nel 1954 per le importanti ricerche in meccanica quantistica e, in particolare, per l'interpretazione statistica della funzione d'onda.

## Biografia
Nacque in una famiglia di origini ebraiche, figlio di Gustav Born, professore di anatomia e embriologia all'Università di Breslavia, e di Margarete Gretchen Kauffmann. Educato al König-Wilhelm-Gymnasium, proseguì gli studi all'Università di Breslavia nel 1901, quindi all'Università di Heidelberg, in quella di Zurigo e all'Università di Gottinga, dove si laureò in fisica nel 1906. Durante gli studi entrò in contatto con diversi importanti scienziati e matematici dell'epoca, tra cui Klein, Hilbert, Minkowski, Runge, Schwarzschild, Voigt. Trascorse quindi un periodo di studio all'Università di Cambridge e, ritornato in Germania, fu nominato rettore di fisica all'Università di Gottinga nel 1909.
Professore straordinario di fisica teorica all'Università di Berlino dal 1915, dopo aver lavorato per l'esercito tedesco durante la prima guerra mondiale divenne ordinario della stessa disciplina nel 1919 presso la Johann Wolfgang Goethe-Universität di Francoforte sul Meno. Nel 1921 passò nella stessa cattedra all'Università di Gottinga, ove promosse e diresse i vivi dibattiti da cui prese forma la meccanica quantistica. Nel 1925, con Werner Heisenberg e Pascual Jordan, elaborò la prima formulazione completa della meccanica quantistica, nota come meccanica delle matrici; nel luglio del 1926 propose l'interpretazione di riferimento della funzione d'onda (interpretazione statistica della meccanica quantistica), definita come densità di probabilità. Per tutti questi contributi, nel 1954, quasi tre decenni dopo, gli venne conferito il premio Nobel per la fisica per la sua "fondamentale ricerca sulla meccanica quantistica, specialmente nell'interpretazione statistica della funzione d'onda."
Fra il 1921 e il 1933, Born fu riconosciuto caposcuola a Gottinga; attorno a lui si formarono molti scienziati futuri premi Nobel, fra cui Wolfgang Pauli, Werner Heisenberg, Pascual Jordan, Enrico Fermi, Paul Dirac, Victor Weisskopf, Robert Oppenheimer. Nel 1933, a causa dell'attività antisemita del governo nazista, si trasferì in Inghilterra, dove insegnò filosofia naturale all'Università di Cambridge fino al 1936, quindi all'Università di Edimburgo fino al ritiro nel 1953. Rientrò poi con la moglie Hedwig in Germania, mentre i figli rimasero nel Commonwealth.
Max Born dette fondamentali contributi alla fisica atomica, alla meccanica quantistica, alla fisica dello stato solido, alla filosofia della scienza. Oltre al Nobel, fu premiato con la Medaglia Stokes e con la Medaglia Hughes nel 1950. Tra le sue principali opere, che divennero dei classici della letteratura fisica, figurano: Dynamics of Crystal Lattices, The Mechanics of the Atom, Atomic Physics, Principles of Optics, Einstein's Theory of Relativity, Natural Philosophy of Cause and Chance, in cui tra l'altro chiarì il concetto kantiano del Ding an Sich (la "cosa in sé"), il noumeno kantiano.
Era il nonno materno della cantante e attrice australiana Olivia Newton-John.

## Opere

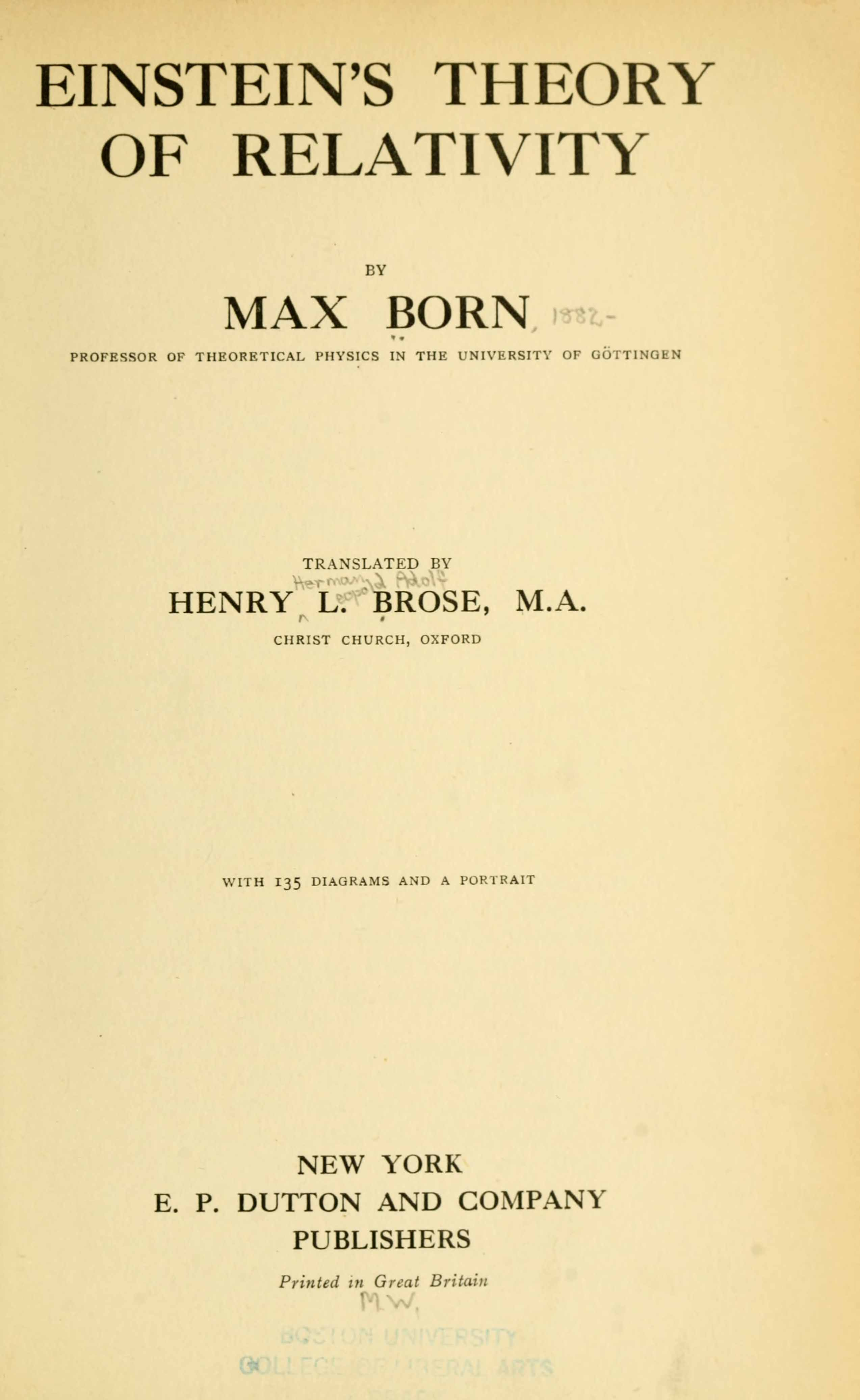
Einstein's theory of relativity, 1922 (edizione statunitense di Die Relativitätstheorie Einsteins und ihre physikalischen Grundlagen, 1920)

- Dynamik der kristallgitter (Leipzig: B.G. Teubner, 1915)
- (DE) Die Relativitätstheorie Einsteins und ihre physikalischen Grundlagen, Berlin, Springer, 1920.
  - (EN) Einstein's Theory of Relativity [Die Relativitätstheorie Einsteins und ihre physikalischen Grundlagen], New York, Dutton, 1922.
- The Mechanics of the Atom (London: G. Bell & Sons Ltd., 1927)
- Natural Philosophy of Cause and Chance (Oxford: Clarendon Press, 1927)
- Physics in My Generation (London: Pergamon Press, 1956)
- Principles of Optics con E. Wolf (London: Pergamon Press, 1964)
- Atomic Physics (London-Glasgow, Blackie and Son 1969) [Edizione italiana: Fisica Atomica (Torino: Bollati Boringhieri, 1976)]
- My life: Recollections of a Nobel laureate (London: Taylor and Francis, 1978)
- Autobiografia di un fisico (Roma: Editori Riuniti, 1980)
- Dynamical theory of crystal lattices con K. Huang (Oxford: Clarendon press, 1985)